# Грицаєнко Інеса Вікторівна
Інеса Вікторівна Грицаєнко (нар. 23 серпня 1999, с. Мотовилівка, Україна) — українська співачка, солістка гурту «SESTRA».  
Фіналістка відбіркового туру конкурсу «Євробачення 2013». 
Учасниця 5-го сезону шоу «X-фактор» (2014). 
Учасниця 12-го сезону шоу «Голос країни» (2022).

## Життєпис
Інеса Грицаєнко народилася 23 серпня 1999 року у селі Мотовилівці Фастівського району Київської области України.
Навчалася у Фастівському навчально-виховному комплексі «Ліцей інформаційних технологій — Спеціалізована загальноосвітня школа I-III ступенів № 9» Імені Шевченка (2014) та музичній школі (2014). Закінчила коледж Київської муніципальної академії музики імені Рейнгольда Глієра (2018, диплом з відзнакою). Нині навчається в Інституті Київського інституту музики імені Рейнгольда Глієра (2018, клас викладача Ірми Ґвініашвіллі)
Живе в Києві.

### Виступ на V-му сезоні шоуX-Фактор
У вересні 2014 року виступив в V-му сезоні шоу X-Фактор із піснею Something's Got американської співачки Christina Aguilera та отримала чотири так від судів.
Кліп із виступом Інеси отримав більше чотирьох мільйонів переглядів станом на 24 січня 2022 року.

### Виступ на XII-му сезоні шоуГолос країни
У січні 2022 року виступила з сестрою Alina Sax (гурт «SESTRA») в XII-му сезоні шоу Голос країни із піснею Гуси українського співака Wellboy. До них розвернулися всі суді.
Інеса для подальших виступів на конкурсі вибрала команду DOROFEEVA.
В нокаутах мала покинути шоу, але її врятувала команда «Другого шансу». Під час вибору в фінальний випуск перед прямими ефірами Інеса Грицаєнко заявила, що не буде продовжувати участь у шоу.
Далі почала працювати над власним репертуаром в гурті SESTRA. Презентували вже 10 пісень.
Трек " У мирному Києві" увійшов у топ 100 найротованіших на радіо. А також потрапив у номінацію премій YUNA та MEGOGO MUSIC AWARDS
В 2023 році відбувся благодійний тур містами України з програмою FROM UKRAINE на підтримку ЗСУ.

## Відзнаки
- лауреат I премії дитячого фестивалю «Чорноморські ігри» (2013)

## Пісні та кліпи
- У мирному Києві

- Чом ти не прийшов

- Молюся і вірю

- FROM UKRAINE

- Незалежна Україна

- Great People

- Empire

- Новорічне світло

- П'яна